# Pycreus dewildeorum
Pycreus dewildeorum är en halvgräsart som beskrevs av Jean Raynal. Pycreus dewildeorum ingår i släktet Pycreus och familjen halvgräs.
Artens utbredningsområde är Kamerun. Inga underarter finns listade i Catalogue of Life.